# رونوك
رونوك (بالإنجليزية: Roanoke)‏ هي مدينة أمريكية تقع في ولاية ألاباما.تبلغ مساحة هذه المدينة 49.4 (كم²)،ويبلغ عدد سكانها 6563 نسمة حسب إحصاء سنة 2010 م.تشير الإحصاءات بأن الكثافة السكانية في هذه المدينة تقدر بـ(132.9) نسمة/كم2.

## التركيبة السكانية
حدّد مكتب تعداد الولايات المتحدة بيانات التركيبة السكانية لرونوك في تعداد الولايات المتحدة. في ما يلي، التركيبة السكانية حسب تعدادي 2000 و2010.

### تعداد عام 2000
بلغ عدد سكان رونوك 6,563 نسمة بحسب تعداد عام 2000، وبلغ عدد الأسر 2,467 أسرة وعدد العائلات 1,661 عائلة مقيمة في المدينة. في حين سجلت الكثافة السكانية 132.6 نسمة لكل كيلومتر مربع (343.4/ميل2). وبلغ عدد الوحدات السكنية 2,792 وحدة بمتوسط كثافة قدره 56.4 لكل كيلومتر مربع (146.1/ميل2).
وتوزع التركيب العرقي للمدينة بنسبة 58.94% من البيض و39.77% من الأمريكيين الأفارقة و0.06% من الأمريكيين الأصليين و0.26% من الأمريكيين ذوي الأصول الآسيوية و0.34% من الأعراق الأخرى و0.64% من عرقين مختلطين أو أكثر و1.19% من الهسبانيون أو اللاتينيون من أي عرق.
بلغ عدد الأسر 2,467 أسرة كانت نسبة 35.3% منها لديها أطفال تحت سن الثامنة عشر تعيش معهم، وبلغت نسبة الأزواج القاطنين مع بعضهم البعض 46.9% من أصل المجموع الكلي للأسر، ونسبة 17.3% من الأسر كان لديها معيلات من الإناث دون وجود شريك، بينما كانت نسبة 3% من الأسر لديها معيلون من الذكور دون وجود شريكة وكانت نسبة 32.7% من غير العائلات. تألفت نسبة 30.2% من أصل جميع الأسر من عدة أفراد يعيشون في نفس المنزل ونسبة 13.5% كانت تتألف من شخص يعيش بمفرده يبلغ من العمر 65 عاماً أو أكثر. وبلغ متوسط حجم الأسرة المعيشية 2.51، أما متوسط حجم العائلات فبلغ 3.12.
بلغ العمر الوسطي للسكان 37.4 عاماً. وكانت نسبة 26% من القاطنين تحت سن الثامنة عشر، وكانت نسبة 8.7% بين الثامنة عشر والرابعة والعشرين عاماً، ونسبة 24.8% كانت واقعةً في الفئة العمرية ما بين الخامسة والعشرين والرابعة والأربعين عاماً، ونسبة 20.2% كانت ما بين الخامسة والأربعين والرابعة والستين، ونسبة 14.6% كانت ضمن فئة الخامسة والستين عاماً فما فوق. يوجد لكل 100 أنثى 89.1 ذكر، ويوجد لكل 100 أنثى في الثامنة عشر من عمرها فما فوق 81.7 ذكر.
بلغ متوسط دخل الأسرة في المدينة 26,946 دولارًا، أما متوسط دخل العائلة فبلغ 32,405 دولارًا. وكان متوسط دخل الذكور 29,594 دولارًا مقابل 22,135 دولارًا للإناث. وسجل دخل الفرد الخاص بالمدينة 14,088 دولارًا. وكانت نسبة 11.9% من العائلات ونسبة 18.6% من السكان تحت خط الفقر، وكان من هؤلاء نسبة 27.2% تحت سن الثامنة عشر ونسبة 15.8% في الخامسة والستين من العمر وما فوق.

### تعداد عام 2010
بلغ عدد سكان رونوك 6,074 نسمة بحسب تعداد عام 2010، وبلغ عدد الأسر 2,409 أسرة وعدد العائلات 1,538 عائلة مقيمة في المدينة. في حين سجلت الكثافة السكانية 122.7 نسمة لكل كيلومتر مربع (317.8/ميل2). وبلغ عدد الوحدات السكنية 2,817 وحدة بمتوسط كثافة قدره 56.9 لكل كيلومتر مربع (147.4/ميل2).
وتوزع التركيب العرقي للمدينة بنسبة 57.61% من البيض و40.48% من الأمريكيين الأفارقة و0.25% من الأمريكيين الأصليين و0.58% من الأمريكيين ذوي الأصول الآسيوية و0.16% من الأعراق الأخرى و0.92% من عرقين مختلطين أو أكثر و1.17% من الهسبانيون أو اللاتينيون من أي عرق.
بلغ عدد الأسر 2,409 أسرة كانت نسبة 35.5% منها لديها أطفال تحت سن الثامنة عشر تعيش معهم، وبلغت نسبة الأزواج القاطنين مع بعضهم البعض 38.1% من أصل المجموع الكلي للأسر، ونسبة 21.8% من الأسر كان لديها معيلات من الإناث دون وجود شريك، بينما كانت نسبة 3.9% من الأسر لديها معيلون من الذكور دون وجود شريكة وكانت نسبة 36.2% من غير العائلات. تألفت نسبة 33.1% من أصل جميع الأسر من عدة أفراد يعيشون في نفس المنزل ونسبة 15.5% كانت تتألف من شخص يعيش بمفرده يبلغ من العمر 65 عاماً أو أكثر. وبلغ متوسط حجم الأسرة المعيشية 2.45، أما متوسط حجم العائلات فبلغ 3.11.
بلغ العمر الوسطي للسكان 37.8 عاماً. وكانت نسبة 26.9% من القاطنين تحت سن الثامنة عشر، وكانت نسبة 8% بين الثامنة عشر والرابعة والعشرين عاماً، ونسبة 23.5% كانت واقعةً في الفئة العمرية ما بين الخامسة والعشرين والرابعة والأربعين عاماً، ونسبة 24.5% كانت ما بين الخامسة والأربعين والرابعة والستين، ونسبة 17.2% كانت ضمن فئة الخامسة والستين عاماً فما فوق. وتوزع التركيب الجنسي للسكان بنسبة 44.4% ذكور و55.6% إناث.

## أعلام
- فرد هايت
- جيك دانيال
- روبن فوستر
- ستانلي أونيل